# Proporção líquido-gás
Um parâmetro importante em sistemas de lavagem úmida é a taxa de fluxo de líquido. É comum na terminologia de lavagem úmida expressar o fluxo de líquido como uma função da taxa de fluxo de gás que está sendo tratado. Isso é comumente chamado de razão líquido-gás (razão L/G) e usa as unidades de galões por mil pés cúbicos reais ou litros por metro cúbico (L/m3).
Expressar a quantidade de líquido usado como uma proporção permite que sistemas de tamanhos diferentes sejam facilmente comparados. Para remoção de partículas, a proporção líquido-gás é uma função do projeto mecânico do sistema; enquanto para absorção de gás essa proporção dá uma indicação da dificuldade de remoção de um poluente. A maioria dos depuradores úmidos usados para controle de partículas opera com proporções líquido-gás na faixa de quatro a vinte galões por mil pés cúbicos reais (0,5 a 3 litros por metro cúbico real).
Dependendo do design do depurador, um volume mínimo de líquido é necessário para "molhar" as partes internas do depurador e criar alvos de coleta suficientes. Após um certo ponto ótimo, adicionar excesso de líquido a um depurador úmido de partículas não aumenta a eficiência e, de fato, pode ser contraproducente, causando excessiva perda de carga. As proporções de líquido para gás para absorção de gás são frequentemente maiores, na faixa de vinte a quarenta galões por mil pés cúbicos reais (3 a 6 litros por metro cúbico real).
A razão L/G ilustra uma série de pontos sobre a escolha de depuradores úmidos usados para absorção de gás. Por exemplo, como os sistemas de dessulfurização de gás de combustão devem lidar com cargas pesadas de partículas, são usados projetos abertos e simples (como venturi, câmara de pulverização e leito móvel). Além disso, a razão líquido-gás para o processo de absorção é maior do que para remoção de partículas e as velocidades do gás são mantidas baixas para melhorar o processo de absorção.
A solubilidade é um fator muito importante que afeta a quantidade de um poluente que pode ser absorvido. A solubilidade governa a quantidade de líquido necessária (razão líquido-gás) e o tempo de contato necessário. Gases mais solúveis requerem menos líquido. Além disso, gases mais solúveis serão absorvidos mais rapidamente.